# 麻耶雄嵩
麻耶雄嵩（まや ゆたか，1969年5月29日 - ）是一位日本推理小說家，本名為堀井良彦。出生於三重縣上野市（現今的伊賀市）。2022年起，担任本格推理作家俱乐部会长。

## 生涯
麻耶雄嵩畢業於三重縣立上野高等學校、京都大學的工學部。學生時代加入京都大學推理小說研究會，開始創作短篇。之後因綾辻行人、法月綸太郎、島田莊司、宇山日出臣推薦，1991年以《有翼之暗  麥卡托鮎最後的事件》出道。
麻耶雄嵩作品產量並不算多，但其推理風格較為先鋒，被形容為“崩壞系”，即在正常發展的本格邏輯流推理故事中，突然加入令故事基調巨變的展開或真相，打斷讀者對故事的發展預期，在愕然中故事完結，因此往往會引發巨大爭議，被視為問題作。
但也有不少讀者認為，麻耶雄嵩的“崩壞系”，是基於對本格推理作品，特別是對埃勒里·奎因作品进行深入思考与解析後，對推理小說既定模式进行的一種“解构式”顛覆與創新。例如，對“偵探的推理实际上永远不完備，因為兇手總能佈置虛假證據”引發的后期奎因问题的不斷探討、多次打破偵探在故事中的“絕對支配者”地位、针对误导书中人和读者认知的经典敘述性詭計进行反方向运用等。
同时，麻耶雄嵩对于侦探助手搭档的描写也进行了一定创新，尝试通过“推理对案件走向的影响”，而非单独的人物描写进行形象塑造。筆下的代表偵探助手搭档，一对是自封為“銘偵探”，穿著燕尾服、高筒帽，比起抓獲罪犯更關心自身利益的惡德偵探麥卡托鲇，（“麥卡托”取自麥卡托投影法，“鲇”取自日本著名推理小說家鮎川哲也），与常常被麦卡托愚弄、甚至被置于险地的普通作家美袋三条。另一对是被稱為京都的“名偵探”，破案頗多、直覺敏銳、但結論有時會走歪路的木更津悠也，与推理水平不在木更津之下，却深度崇拜其“名侦探做派”，不惜推动他更快发现真相的助手香月实朝。

## 文學賞受賞・候補歴
- 2005年 《螢》第5回本格推理大賞（小説部門）候補[1]
- 2011年 《獨眼少女》第64回日本推理作家協會賞（長編暨連作短編集部門）、第11回本格推理大賞受賞[2][3]
- 2012年 《麥卡托如是說》 第12回本格推理大賞（小説部門）候補[4]
- 2015年 《再見神明》第15回本格推理大賞（小説部門）受賞[5]

## 作品列表

### 麦卡托&木更津悠也系列
| 书名                                  | 语言     | 版本及出版社        | 发售时间      | ISBN           |
| ------------------------------------- | -------- | ------------------- | ------------- | -------------- |
| 《有翼之暗 麦卡托最后的事件》 （）    | 日文     | 讲谈社              | 1991年5月27日 | 978-4062053433 |
| 《有翼之暗 麦卡托最后的事件》 （）    | 日文     | 讲谈社Novels        | 1993年5月28日 | 978-4061816930 |
| 《有翼之暗 麦卡托最后的事件》 （）    | 日文     | 讲谈社文库          | 1996年7月13日 | 978-4062632973 |
| 《有翼之暗 麦卡托最后的事件》 （）    | 日文     | 讲谈社Novels 新装版 | 2012年3月7日  | 978-4061828230 |
| 《有翼之暗 麦卡托最后的事件》 （）    | 韩文     | 한즈미디어          | 2013年5月31日 | 978-8959755424 |
| 《有翼之暗 麦卡托最后的事件》 （）    | 简体中文 | 新星出版社 午夜文库 | 2014年8月1日  | 978-7513315371 |
| 《有翼之暗 麦卡托最后的事件》 （）    | 简体中文 | 新星出版社 午夜文库 | 2025年2月18日 | 978-7513357890 |
| 《有翼之暗 麦卡托最后的事件》 （）    | 繁体中文 | 瑞昇文化 读小说     | 2017年6月15日 | 978-9864011780 |
| 《痾》 （） ※包含系列重要角色如月乌有 | 日文     | 讲谈社Novels        | 1995年5月9日  | 978-4061818460 |
| 《痾》 （） ※包含系列重要角色如月乌有 | 日文     | 讲谈社文库          | 1999年1月14日 | 978-4062639705 |

### 麦卡托系列
| 书名 | 语言     | 版本及出版社                     | 发售时间       | ISBN                          |
| --- | -------- | -------------------------------- | -------------- | ----------------------------- |
| 《夏与冬的奏鸣曲》 （） ※包含系列重要角色如月乌有 | 日文     | 讲谈社Novels                     | 1993年7月29日  | 978-4061817005                |
| 《夏与冬的奏鸣曲》 （） ※包含系列重要角色如月乌有 | 日文     | 讲谈社文库                       | 1998年8月7日   | 978-4062638913                |
| 《夏与冬的奏鸣曲》 （） ※包含系列重要角色如月乌有 | 日文     | 讲谈社文库 新装改订版            | 2021年10月15日 | 978-4065249666                |
| 《夏与冬的奏鸣曲》 （） ※包含系列重要角色如月乌有 | 简体中文 | 新星出版社 午夜文库              | 2012年6月30日  | 978-7513306225                |
| 《夏与冬的奏鸣曲》 （） ※包含系列重要角色如月乌有 | 简体中文 | 新星出版社 午夜文库              | 2025年2月18日  | 978-7513359535                |
| 《夏与冬的奏鸣曲》 （） ※包含系列重要角色如月乌有 | 繁体中文 | 瑞昇文化 读小说                  | 2024年2月2日   | 978-9864016990                |
| 《献给麦卡托与美袋的谋杀》-短篇集 （） - 在远方听见琉璃鸟的叫声（） - 化妆男的冒险（） - 小人闲居为不善（） - 水难（） - 乡愁（） - 彷徨的美袋（） - 向西行的西伯利亚特快车（）  | 日文     | 讲谈社Novels                     | 1997年6月2日   | 978-4061819665                |
| 《献给麦卡托与美袋的谋杀》-短篇集 （） - 在远方听见琉璃鸟的叫声（） - 化妆男的冒险（） - 小人闲居为不善（） - 水难（） - 乡愁（） - 彷徨的美袋（） - 向西行的西伯利亚特快车（）  | 日文     | 讲谈社文库                       | 2000年8月10日  | 978-4062649513                |
| 《献给麦卡托与美袋的谋杀》-短篇集 （） - 在远方听见琉璃鸟的叫声（） - 化妆男的冒险（） - 小人闲居为不善（） - 水难（） - 乡愁（） - 彷徨的美袋（） - 向西行的西伯利亚特快车（）  | 日文     | 集英社文庫                       | 2011年8月19日  | 978-4087467345                |
| 《献给麦卡托与美袋的谋杀》-短篇集 （） - 在远方听见琉璃鸟的叫声（） - 化妆男的冒险（） - 小人闲居为不善（） - 水难（） - 乡愁（） - 彷徨的美袋（） - 向西行的西伯利亚特快车（）  | 韩文     | 서평. 본격 미스터리의            | 2016年7月25日  | 978-8954640923                |
| 《献给麦卡托与美袋的谋杀》-短篇集 （） - 在远方听见琉璃鸟的叫声（） - 化妆男的冒险（） - 小人闲居为不善（） - 水难（） - 乡愁（） - 彷徨的美袋（） - 向西行的西伯利亚特快车（）  | 简体中文 | 新星出版社 午夜文库              | 2025年         | 978-7-5133-6089-0             |
| 《鸦》 （） | 日文     | 幻冬舍                           | 1997年1月1日   | 978-4877281861                |
| 《鸦》 （） | 日文     | 幻冬舍Novels                     | 1999年4月15日  | 978-4877289409                |
| 《鸦》 （） | 日文     | 幻冬舍文库                       | 2000年10月25日 | 978-4344400368                |
| 《鸦》 （） | 繁体中文 | 尖端出版 逆思流                  | 2007年12月19日 | 978-9571037233                |
| 《鸦》 （） | 简体中文 | 新星出版社 午夜文库              | 2011年5月25日  | 978-7513302685                |
| 《鸦》 （） | 韩文     | 북스토리 ※上下两册               | 2014年2月10日  | 979-1155640043 979-1155640050 |
| 《麦卡托如是说》-短篇集 （） - 亡灵嫌犯（） - 九州旅行（） - 收束（） - 没有答案的绘本（） - 密室庄（）                                                                          | 日文     | 讲谈社Novels                     | 2011年5月11日  | 978-4061827783                |
| 《麦卡托如是说》-短篇集 （） - 亡灵嫌犯（） - 九州旅行（） - 收束（） - 没有答案的绘本（） - 密室庄（）                                                                          | 日文     | 讲谈社文库                       | 2014年5月15日  | 978-4062777933                |
| 《麦卡托如是说》-短篇集 （） - 亡灵嫌犯（） - 九州旅行（） - 收束（） - 没有答案的绘本（） - 密室庄（）                                                                          | 韩文     | 서평. 본격 미스터리의            | 2014年2月17日  | 978-8954623797                |
| 《麦卡托如是说》-短篇集 （） - 亡灵嫌犯（） - 九州旅行（） - 收束（） - 没有答案的绘本（） - 密室庄（）                                                                          | 简体中文 | 人民文学出版社 99读书人 黑猫文库 | 2024年6月1日   | 978-7020186778                |
| 《麦卡托狩猎恶人》-短篇集 （） - 愛護精神（） - 討厭週三和週五（） - 不必要非緊急（） - 名偵探的手寫筆錄（） - 傳說之物（） - 麥卡托騎士（） - 天女五衰（） - 麥卡托式搜査法（） | 日文     | 讲谈社Novels                     | 2021年9月17日  | 978-4065240564                |
| 《麦卡托狩猎恶人》-短篇集 （） - 愛護精神（） - 討厭週三和週五（） - 不必要非緊急（） - 名偵探的手寫筆錄（） - 傳說之物（） - 麥卡托騎士（） - 天女五衰（） - 麥卡托式搜査法（） | 日文     | 讲谈社文库                       | 2023年10月13日 | 978-4065330197                |
| 《麦卡托狩猎恶人》-短篇集 （） - 愛護精神（） - 討厭週三和週五（） - 不必要非緊急（） - 名偵探的手寫筆錄（） - 傳說之物（） - 麥卡托騎士（） - 天女五衰（） - 麥卡托式搜査法（） | 繁体中文 | 瑞昇文化 读小说                  | 2024年12月20日 | 978-9864017911                |

### 木更津悠也系列
| 书名                                                                                        | 语言 | 版本及出版社       | 发售时间      | ISBN           |
| ------------------------------------------------------------------------------------------- | ---- | ------------------ | ------------- | -------------- |
| 《木制的王子》 （） ※包含系列重要角色如月乌有                                               | 日文 | 讲谈社Novels       | 2000年8月4日  | 978-4061821415 |
| 《木制的王子》 （） ※包含系列重要角色如月乌有                                               | 日文 | 讲谈社文库         | 2003年8月8日  | 978-4062738293 |
| 《名侦探 木更津悠也》-短篇连作 （） - 白幽灵（） - 禁区（） - 交换杀人（） - 加班的回报（） | 日文 | 光文社Kappa Novels | 2004年5月20日 | 978-4334075644 |
| 《名侦探 木更津悠也》-短篇连作 （） - 白幽灵（） - 禁区（） - 交换杀人（） - 加班的回报（） | 日文 | 光文社文库         | 2007年5月10日 | 978-4334742430 |

### 神明系列
| 书名 | 语言     | 版本及出版社        | 发售时间      | ISBN              |
| --- | -------- | ------------------- | ------------- | ----------------- |
| 《神的游戏》 （） | 日文     | 讲谈社 MYSTERY LAND | 2005年7月8日  | 978-4062705769    |
| 《神的游戏》 （） | 日文     | 讲谈社Novels        | 2012年5月9日  | 978-4061828315    |
| 《神的游戏》 （） | 日文     | 讲谈社文库          | 2015年7月15日 | 978-4062930819    |
| 《神的游戏》 （） | 繁体中文 | 瑞昇文化 读小说     | 2017年2月6日  | 978-9864011483    |
| 《再见神明》-短篇连作 （） - 少年侦探团与神明（） - 推翻不在场证明（） - 从水库绕原路（） - 从前从前的情人节（） - 与比土对决（） - 再见，神明（） | 日文     | 文藝春秋            | 2014年8月6日  | 978-4163901046    |
| 《再见神明》-短篇连作 （） - 少年侦探团与神明（） - 推翻不在场证明（） - 从水库绕原路（） - 从前从前的情人节（） - 与比土对决（） - 再见，神明（） | 日文     | 文春文库            | 2017年7月6日  | 978-4167908805    |
| 《再见神明》-短篇连作 （） - 少年侦探团与神明（） - 推翻不在场证明（） - 从水库绕原路（） - 从前从前的情人节（） - 与比土对决（） - 再见，神明（） | 繁体中文 | 瑞昇文化 读小说     | 2023年8月18日 | 978-9864016488    |
| 《再见神明》-短篇连作 （） - 少年侦探团与神明（） - 推翻不在场证明（） - 从水库绕原路（） - 从前从前的情人节（） - 与比土对决（） - 再见，神明（） | 简体中文 | 酷威文化            | 2024年12月1日 | 978-7-5477-4812-1 |

### 貴族偵探系列
| 书名 | 语言     | 版本及出版社              | 发售时间       | ISBN           |
| --- | -------- | ------------------------- | -------------- | -------------- |
| 《贵族侦探》-短篇集 （） - 维也纳森林的故事（） - 闲聊快速波尔卡（） - 蝙蝠（） - 加速圆舞曲（） - 春之声（）             | 日文     | 集英社                    | 2010年5月26日  | 978-4087713527 |
| 《贵族侦探》-短篇集 （） - 维也纳森林的故事（） - 闲聊快速波尔卡（） - 蝙蝠（） - 加速圆舞曲（） - 春之声（）             | 日文     | 集英社文库                | 2013年10月18日 | 978-4087451269 |
| 《贵族侦探》-短篇集 （） - 维也纳森林的故事（） - 闲聊快速波尔卡（） - 蝙蝠（） - 加速圆舞曲（） - 春之声（）             | 日文     | 集英社未来文库 ※仅选取2篇 | 2017年5月26日  | 978-4083213748 |
| 《贵族侦探》-短篇集 （） - 维也纳森林的故事（） - 闲聊快速波尔卡（） - 蝙蝠（） - 加速圆舞曲（） - 春之声（）             | 韩文     | 북홀릭(bookholic)         | 2013年5月20日  | 978-8925890203 |
| 《贵族侦探》-短篇集 （） - 维也纳森林的故事（） - 闲聊快速波尔卡（） - 蝙蝠（） - 加速圆舞曲（） - 春之声（）             | 简体中文 | 新星出版社 午夜文库       | 2013年6月1日   | 978-7513312424 |
| 《贵族侦探》-短篇集 （） - 维也纳森林的故事（） - 闲聊快速波尔卡（） - 蝙蝠（） - 加速圆舞曲（） - 春之声（）             | 繁体中文 | 春天出版 春日文库         | 2017年4月25日  | 978-9869452700 |
| 《贵族侦探对女侦探》-短篇集 （） - 看见一片白（） - 藏于心形于色（） - 山风吹野边（） - 币帛未带（） - 无法停止的思念（） | 日文     | 集英社                    | 2013年10月25日 | 978-4087715354 |
| 《贵族侦探对女侦探》-短篇集 （） - 看见一片白（） - 藏于心形于色（） - 山风吹野边（） - 币帛未带（） - 无法停止的思念（） | 日文     | 集英社文库                | 2016年9月16日  | 978-4087454895 |
| 《贵族侦探对女侦探》-短篇集 （） - 看见一片白（） - 藏于心形于色（） - 山风吹野边（） - 币帛未带（） - 无法停止的思念（） | 日文     | 集英社未来文库 ※仅选取3篇 | 2017年5月26日  | 978-4083213755 |

### 化石少女系列
| 书名 | 语言     | 版本及出版社        | 发售时间       | ISBN           |
| --- | -------- | ------------------- | -------------- | -------------- |
| 《化石少女》-短篇集 （） - 古生物部，去推理吧（） - 真相之墙（） - 过渡杀人（） - 汽车坟场（） - 幽灵社团（） - 红与黑（） - Epilogue（）                | 日文     | 德間書店 文艺       | 2014年11月13日 | 978-4198638788 |
| 《化石少女》-短篇集 （） - 古生物部，去推理吧（） - 真相之墙（） - 过渡杀人（） - 汽车坟场（） - 幽灵社团（） - 红与黑（） - Epilogue（）                | 日文     | 德间文库            | 2007年11月2日  | 978-4198942793 |
| 《化石少女》-短篇集 （） - 古生物部，去推理吧（） - 真相之墙（） - 过渡杀人（） - 汽车坟场（） - 幽灵社团（） - 红与黑（） - Epilogue（）                | 简体中文 | 力潮文创 千本樱文库 | 预定出版       |                |
| 《化石少女与七次冒险》-短篇集 （） - 古生物部，被查封了（） - 彷徨的电人Q（） - 迟来的火刑（） - 化石女（） - 不出此井（） - 三角殉情（） - 危险游戏（） | 日文     | 德间书店 文艺       | 2023年3月1日   | 978-4198656003 |
| 《化石少女与七次冒险》-短篇集 （） - 古生物部，被查封了（） - 彷徨的电人Q（） - 迟来的火刑（） - 化石女（） - 不出此井（） - 三角殉情（） - 危险游戏（） | 简体中文 | 力潮文创 千本樱文库 | 预定出版       |                |

### 其他作品
| 书名 | 语言     | 版本及出版社                                 | 发售时间               | ISBN                          |
| --- | -------- | -------------------------------------------- | ---------------------- | ----------------------------- |
| 《不凑巧的雨》 （） | 日文     | 讲谈社Novels                                 | 1996年5月7日           | 978-4061819078                |
| 《不凑巧的雨》 （） | 日文     | 讲谈社文库                                   | 1999年5月14日          | 978-4062645812                |
| 《不凑巧的雨》 （） | 日文     | 集英社文库                                   | 2014年6月25日          | 978-4087452037                |
| 《真幌市的杀人 秋/暗云A子与忧郁刑事》 （） ※为《》春夏秋冬四部之一 仓知淳、我孫子武丸、麻耶雄嵩与有栖川有栖各负责一本            | 日文     | 祥傳社文库                                   | 2002年6月10日          | 978-4396330480                |
| 《真幌市的杀人 秋/暗云A子与忧郁刑事》 （） ※为《》春夏秋冬四部之一 仓知淳、我孫子武丸、麻耶雄嵩与有栖川有栖各负责一本            | 日文     | 祥传社Non-Novel ※为合本                      | 2009年3月10日          | 978-4396208646                |
| 《真幌市的杀人 秋/暗云A子与忧郁刑事》 （） ※为《》春夏秋冬四部之一 仓知淳、我孫子武丸、麻耶雄嵩与有栖川有栖各负责一本            | 日文     | 祥传社文库 ※为合本                           | 2013年2月6日           | 978-4396338145                |
| 《萤》 （） | 日文     | 幻冬舍                                       | 2004年8月25日          | 978-4344006645                |
| 《萤》 （） | 日文     | 幻冬舍Novels                                 | 2006年1月26日          | 978-4344009226                |
| 《萤》 （） | 日文     | 幻冬舍文库                                   | 2007年10月4日          | 978-4344410350                |
| 《萤》 （） | 繁体中文 | 尖端出版                                     | 2008年12月 ※疑似未发售 | 978-9571039770                |
| 《萤》 （） | 简体中文 | 新星出版社 午夜文库                          | 2012年9月1日           | 978-7513308458                |
| 《萤》 （） | 韩文     | 북스토리 ※上下两册                           | 2015年2月25日          | 979-1155640364 979-1155640371 |
| 《独眼少女》 （） | 日文     | 文艺春秋                                     | 2010年9月30日          | 978-4163296005                |
| 《独眼少女》 （） | 日文     | 文春文库                                     | 2013年3月8日           | 978-4167838461                |
| 《独眼少女》 （） | 韩文     | Munhak Dongne 블랙펜 클럽 （Black Pen Club） | 2012年10月2日          | 978-8954619028                |
| 《独眼少女》 （） | 繁体中文 | 新雨出版社 迷迷                              | 2013年8月9日           | 978-9862271322                |
| 《独眼少女》 （） | 繁体中文 | 新雨出版社 迷迷                              | 2018年11月22日         | 978-9862272503                |
| 《独眼少女》 （） | 简体中文 | 新星出版社 午夜文库                          | 2014年8月1日           | 978-7513315746                |
| 《独眼少女》 （） | 简体中文 | 新星出版社 午夜文库                          | 2024年9月1日           | 978-7513356985                |
| 《危险叔叔》-短篇集 （） - 丢失的护身符（） - 转校生与纵火魔（） - 最后的海（） - 旧友（） - 没打开的门（） - 抓住救命的稻草（） | 日文     | 新潮社                                       | 2015年4月22日          | 978-4103391517                |
| 《危险叔叔》-短篇集 （） - 丢失的护身符（） - 转校生与纵火魔（） - 最后的海（） - 旧友（） - 没打开的门（） - 抓住救命的稻草（） | 日文     | 新潮文库                                     | 2018年2月28日          | 978-4101212814                |
| 《朋友以上侦探未满》-短篇集 （） - 伊贺之乡杀人事件（） - 半梦半醒杀人事件（） - 暑假集训杀人事件（）                            | 日文     | 角川書店                                     | 2018年3月30日          | 978-4041047484                |
| 《朋友以上侦探未满》-短篇集 （） - 伊贺之乡杀人事件（） - 半梦半醒杀人事件（） - 暑假集训杀人事件（）                            | 日文     | 角川文库                                     | 2020年11月21日         | 978-4041108451                |
| 《朋友以上侦探未满》-短篇集 （） - 伊贺之乡杀人事件（） - 半梦半醒杀人事件（） - 暑假集训杀人事件（）                            | 繁体中文 | 台灣角川 輕·文學                             | 2019年3月18日          | 978-9575648350                |
| 《朋友以上侦探未满》-短篇集 （） - 伊贺之乡杀人事件（） - 半梦半醒杀人事件（） - 暑假集训杀人事件（）                            | 简体中文 | 新星出版社 午夜文库                          | 2023年7月19日          | 978-7513352482                |

### 單行本未收錄的作品

#### 麥卡托鮎系列
- 冰山一角（氷山の一角，角川書店『血文字之謎』2003年2月）

#### 木更津悠也系列
- 赫利俄斯的神像（ヘリオスの神像，東京創元社『Mystery!』Vol.04～05）
- 兩種凶器（二つの凶器，産業經濟新聞社『夕刊富士』2005年6月7日 - 7月1日）
- 神籤與紙片（おみくじと紙切れ，光文社『寶石 The Mystery』2011年12月）
- 為了弦樂器、打撃樂器與鋼片琴的殺人（弦楽器、打楽器とチェレスタのための殺人，光文社『小説寶石』2012年10月號、2013年1月號、2013年4月號、2013年9月號、2013年11月號、2014年2月號、2014年7月號、2014年10月號、2015年4月號、2015年7月號、2015年11月號、2016年2月號）※完成
- 红叶之锦（紅葉の錦，（東京創元社『Mystery!』Vol.99~100 ）

#### 贵族侦探系列
- 贵族侦探对女侦探对怪盗夫人（貴族探偵対女探偵対怪盗マダム，《小说昴（小説すばる）》2017年5月号）
- 萤火虫的呐喊（ホタルの叫び，网站『ちょっと一服ひろば』2017年11月6日开始连载，已完结）
- 贵族侦探对怪盗夫人（貴族探偵対怪盗マダム，《小说昴（小説すばる）》2018年5月号～2019年3月号连载）

#### 非系列
- 白色聖誕節（ホワイト・クリスマス，祥傳社『小説NON』1998年2月號）
- Bad Taste（バッド・テイスト，Magazine House『OEUF．』75號）

### 遊戲
- 『TRICK×LOGIC』
  - Season1・事件File No.3 「飄雪的女生宿舍」（Season1・事件ファイルNo.3「雪降る女子寮にて」）
  - Season2・事件File No.7「膛線謀殺案」（Season2・事件ファイルNo.7「ライフリングマーダー」）